# いろはにほへどカケキクコ
いろはにほへどカケキクコ（いろはにおえどカケキクコ）は、1978年4月8日から1986年9月29日までHBCラジオで放送されていたラジオ番組。
正式な番組タイトルは、1978年4月8日から1982年10月2日までは「あや子のいろはにほへどカケキクコ」、1982年10月9日から　最終回の1986年9月29日までは「やす子のいろはにほへどカケキクコ」。

## 概要
毎回、フリートークと音楽、歌手やアーティストらをゲストに迎えてのトークなどで構成。蓙彩子の「あや子の - 」の時期は、当時の時代性もあってフォークソングやニューミュージックが良くかかっていたが、当初はリクエストは受け付けず、とにかくパーソナリティ本人が「この曲はいい」と思ったら独断でかけて紹介し、他の番組ではかからないような曲も発掘してかけていくというスタイルが売りであった。ゲストコーナーでは「ミュージシャンの人間性にせまる」トークを売りとしていた。ゲスト出演者の選定に際しては、本番組内で『道民の総意で呼ぼうあのゲスト』のコーナーが設けられ、これは、このコーナーにゲストに呼んで欲しいリクエストのはがきが50枚集まったアーティストにはパーソナリティ自ら直接事務所に出演交渉するという企画であった。
本番組は北海道内だけでなく、日本全国的に聴こえる範囲内で聴かれていたということもあった。番組名は「カキクケコ」ではなく、音楽を「かけ」てそれを「聴く」という意味の「カケキクコ」である。このタイトルはディレクター曰く「目立ちたいからこのように付けた」とのことで、「アナウンサーでも言いづらいから、これで行こう」と思ったとのこと。しかし宛先の面で本番組名を「カキクケコ」と書き間違えているはがきや手紙が多く、それらはより分けた上で不採用にしていたということもあった。
後にリスナーからのリクエストも受け付けるようになり、1981年当時はリクエストカードやお便りの中から抽選で数人のリスナーにLP盤が当たり、プレゼントされていた
1985年10月改編を以ってそれまで7年間放送されて来た土曜日の夜を離れ、平日のナイターオフ枠へ異動。1986年4月改編以降は当時のHBCエキサイトナイター（現・HBCファイターズナイター）の中継の無い月曜日夜帯へ移動した。本番組の末期（1986年）には、歌謡番組の様相が強くなっていた。本番組2代目パーソナリティの西野泰子がメイン出演して1986年10月からスタートした『やすこの気ままにBANBAN』が実質上、本番組の後身番組である。

## パーソナリティ
- 蓙彩子 （1978年4月8日〜1982年10月2日　「あや子のいろはにほへどカケキクコ」）
- 西野泰子 （1982年10月9日〜1986年6月29日　「やす子のいろはにほへどカケキクコ」）
いずれも当時の北海道放送アナウンサー。

## 放送時間
- 毎週土曜日 22:40 - 23:40 （1978年4月8日〜1982年4月3日）
- 毎週土曜日 23:40 - 24:40 （1982年4月10日〜1985年4月6日）
- 毎週土曜日 24:10 - 25:00 （1985年4月13日〜1985年10月5日）
- 毎週火曜日 20:00 - 20:55 （1985年10月8日〜1986年4月1日）
- 毎週月曜日 19:00 - 19:45 （1986年4月7日〜1986年9月29日）